# Awa Coulibaly (rugby à XV)
Pour les articles homonymes, voir Awa Coulibaly et Coulibaly.

a Compétitions nationales et continentales officielles uniquement.

b Matchs officiels uniquement.
Awa Coulibaly, née le 6 mars 1987 à Bamako (Mali), est une joueuse internationale italienne d'origine malienne de rugby à XV jouant au poste de pilier.

## Biographie
Née à Bamako au Mali, d'un père architecte et d'une mère décoratrice d'intérieur, Awa Gianna Coulibaly est élevée dès l'âge de trois ans en Italie, à Chieri dans le Piémont, où elle termine ses études secondaires. Elle pratique différents sports à l'école avant de se consacrer au rugby à XV, discipline dans laquelle elle commence dans les formations scolaires de Chieri puis, en 2005, dans le club de Biella, toujours dans le Piémont.
En 2007, elle rejoint l'Orso Rugby Club, un autre club de cette même ville de Biella, puis revient deux ans plus tard au premier club. En 2011, elle signe à l'A.S. Rugby Monza, en Lombardie.
Après une première apparition internationale dans la formation italienne A au Championnat d'Europe 2012 à Rovereto, elle fait ses débuts dans l'équipe d'Italie le 18 novembre de la même année à Rome dans un test match contre les États-Unis et participe aux Tournois des Six Nations qui suivent. Elle participe notamment au tournoi des Six Nations féminin de 2012, 2013, 2014 et 2015.
En 2013, elle fait partie du premier groupe de joueuses italiennes qui s'installent en France pour acquérir plus d'expérience. Elle est engagée par le Stade rennais,,, tout en fréquentant l’université de Rennes.